# Царі Стародавнього Риму
Царі Стародавнього Риму (лат. Reges Romae) — легендарні правителі Стародавнього Риму до утворення Республіки. Римські першоджерела, зокрема і Тіт Лівій, згадують сімох царів:
| Царі стародавнього Риму | Царі стародавнього Риму         | Царі стародавнього Риму         | Царі стародавнього Риму                 |
| Цар                     | Ім'я латиною                    | Роки правління                  | Примітки                                |
| ----------------------- | ------------------------------- | ------------------------------- | --------------------------------------- |
| Ромул                   | лат. Romulus                    | 753 до н. е. — 717 до н. е.     | Співправитель Тіт Тацій (†748 до н. е.) |
| Нума Помпілій           | лат. Numa Pompilius             | 717 до н. е. — 673 до н. е.     | Одружений з Татією, дочкою Тіта Тація   |
| Тулл Гостілій           | лат. Tullus Hostilius           | 673 до н. е. — 642 до н. е.     |                                         |
| Анк Марцій              | лат. Ancus Marcius              | 642 до н. е. — 617 до н. е.     | Онук Нуми Помпілія                      |
| Луцій Тарквіній Пріск   | лат. Lucius Tarquinius Priscus  | 616 до н. е. — 579 до н. е.     |                                         |
| Сервій Туллій           | лат. Servius Tullius            | 578 до н. е. — 535 до н. е.     |                                         |
| Луцій Тарквіній Гордий  | лат. Lucius Tarquinius Superbus | 535 до н. е. — 510/509 до н. е. | Син Луція Тарквінія Пріска              |